# Voyage d’Egypte et de Nubie
A Voyage d'Egypte et de Nubie (1755) - Frederic Louis Norden 1737–38-as egyiptomi útjáról készült kiterjedt dokumentációját és rajzait rögzíti, tartalmavza az egyiptomi műemlékek legelső valósághű rajzait is. A mű a mai napig elsődleges forrása az egyiptomi műemlékek széles körben elterjedt megjelenésének, A mű Frederic Louis Norden 1737–38-as egyiptomi útját mutatja be, a 19. és 20. századi turizmus és ásatások előtti időkrből.

## A mű története
A Dán Királyi Tudományos- és Irodalmi Akadémia V. Frigyes dán király parancsára először 1755-ben adta ki a könyvet. Norden ekkorra már végzett némi előkészítő munkát, de belekerült az angliai háborús szolgálatba, majd 1742-ben Franciaországban tuberkulózisban halt meg. Az addig elkészült okumentumait és rajzait barátjára hagyta.
Norden 1741-ben tett közzé néhány próbarajzot Egyiptomban tett utazásáról, és ugyanerről a Királyi Társaságnak írt levelében is beszámolt.
Ebből a könyvből való egy nagyon gyakran használt kivonat; Norden rajza a Gízai Nagy Szfinxről. Ez a szfinx első, közel valósághű legkorábbi rajza, amelyben úgy rajzolta meg a szfinxet, hogy az orra hiányzik. Bár Richard Pococke még ugyanabban az évben ellátogat oda, és később kiad egy stílusos megjelenítést is (A kelet és néhány más ország leírása, 1743-ban), de még mindig az orrával együtt rajzolja meg azt. Pococke rajza Cornelis de Bruijn 1698-ban készült rajzának hű átvétele, amely csak kisebb változtatásokat tartalmaz.
Nagyon valószínűtlen, hogy ha az orr még mindig rajta lenne, a szabad fantázia miatti Norden kihagyná. Ezt a rajzot gyakran használják annak a történetnek a megcáfolására, hogy a francia I. Napóleon elpusztította a Szfinx orrát.

## A könyv (vagy részeinek) kiadványai
- 1741 – Néhány rom és kolosszális szobor rajzai..., The Royal Society, London.
- 1755 – Voyage d'Egypte et de Nubie, tome premier, Dán Királyi Tudományos és Irodalmi Akadémia, Koppenhága.
- 1757 – Utazások Egyiptomban és Núbiában, 2 kötet az 1-ben, Lockyer Davis és Charles Reymer, London. (fordította: Peter Templeman)
- 1757 – F.L. utazásainak összefoglalója. Norden Egyiptomon és Núbián keresztül, J. Smith, Dublin.
- 1775 – Beskrivelse over Ægypten og Nubien, Koppenhága, fordította Jørgen Stauning. A mű részeinek első dán fordítása.
- 1779 – F.L. Norden, Beschreibung kerítőhálós hajó Reise durch Egypten und Nubien, Johann Ernst Meyer, Lipcse és Breslau.
- 1780 – Egyiptom, Núbia és Théba régiségei, természetrajza, romjai és egyéb érdekességei. Közel kétszáz, a londoni Lockyer Davis helyszínen készült rajzon példázzák.
- 1790 – Frederik Ludvig Nordens Reiser igiennem Ægypten og Nubien in Samling af de bedste og nyeste Reisebeskrivelser i et udførligt Udtog, vol. 2, Gyldendal, Koppenhága.
- 1792 – Egyiptom, Núbia és Théba régiségei, természetrajza, romjai és egyéb érdekességei. Közel kétszáz, a helyszínen készült rajzon példázza Edward Jeffery, London.
- 1795–98 – Voyage d'Egypte et de Nubie, Nouvelle édition, Pierre Didot l'ainé, Párizs. (L. Langlès jegyzetei és kiegészítései) v.1, v.2
- 1800 – Atlas du voyage d'Egypte et de Nubie, Bibliothèque portative des voyages, XI. kötet, Lepetit, Párizs.
- 1814 – Frederick Lewis Norden utazásai Egyiptomon és Núbián keresztül, Sydney's Press, New Haven.

## Külső linkek
- Dán Királyi Könyvtár – Voyage d'Egypte et de Nubie
- Dán Királyi Könyvtár – Utazások Egyiptomban és Núbiában
- Bibliothèque nationale de France (Gallica) – Voyage d'Egypte et de Nubie, tome premier, Dán Királyi Könyvtár, Koppenhága
- Bibliothèque nationale de France (Gallica) – Utazások Egyiptomban és Núbiában, 2 kötet az 1-ben, Lockyer Davis és Charles Reymer, London
- NYPL Digital Gallery – Egyiptom, Núbia és Théba régiségei, természetrajza, romjai és egyéb érdekességei, Lockyer Davis, London
- Oslói Egyetem – Voyage d'Egypte et de Nubie